# Namalycastis meraukensis
Namalycastis meraukensis är en ringmaskart som först beskrevs av Horst 1918.  Namalycastis meraukensis ingår i släktet Namalycastis och familjen Nereididae. Utöver nominatformen finns också underarten N. m. zeylanica.